# Składy Najlepszych Zawodników II Ligi w Koszykówce Mężczyzn
Składy Najlepszych Zawodników II Ligi w Koszykówce Mężczyzn – umowne składy najlepszych zawodników II ligi polskiej w koszykówce mężczyzn, wybierane co sezon poprzez głosowanie trenerów zespołów ligowych poszczególnych grup. Trenerzy nie mogą głosować na zawodników z trenowanych przez siebie zespołów.
W przypadku równej liczby głosów o miejscu w piątce decydowała wyższa pozycja drużyny w tabeli ligowej.
W 2017 roku MVP grupy D został wybrany Piotr Niedźwiedzki z Górnika Trans.eu Wałbrzych, nie został jednak wybrany do składu najlepszych zawodników swojej grupy.
pogrubienie – oznacza zawodnika, który uzyskał tytuł MVP sezonu regularnego danej grupy

(x – klub) – cyfra w nawiasie oznacza kolejne wybory do I składu tego samego zawodnika
| Sezon                                      | Grupa A                                                       | Grupa B                                                 | Grupa C                                                 | Grupa D                                                 |
| ------------------------------------------ | ------------------------------------------------------------- | ------------------------------------------------------- | ------------------------------------------------------- | ------------------------------------------------------- |
| 2015/2016                                  | Dawid Mieczkowski (Kotwica)                                   | Przemysław Tradecki (domlublin.pl AZS UMCS Lublin)      | Tomasz Zych (AGH Kraków)                                | Nikodem Sirijatowicz (Jamalex Polonia 1912 Leszno)      |
| 2015/2016                                  | Grzegorz Arabas (Kotwica)                                     | Bartłomiej Karolak (domlublin.pl AZS UMCS Lublin)       | Dawid Grochowski (MCKiS Jaworzno)                       | Łukasz Niesobski (KS Sudety Jelenia Góra)               |
| 2015/2016                                  | Aleksander Lebiedziński (Politechnika G.)                     | Arkadiusz Kobus (KS Księżak Łowicz)                     | Emil Podkowiński (KK Polonia Bytom)                     | Stanferd Sanny (Jamalex Polonia 1912 Leszno)            |
| 2015/2016                                  | Michał Kołodziej (Asseco II)                                  | Artur Mikołajko (MCS Daniel Gimbaskets2 Przemyśl)       | Tomasz Bryzek (MCKiS Jaworzno)                          | Marcin Wróbel (Górnik Trans.eu Wałbrzych)               |
| 2015/2016                                  | Łukasz Frąckiewicz (Asseco II)                                | Rafał Król (domlublin.pl AZS UMCS Lublin)               | Maciej Maj (AGH Kraków)                                 | Szymon Milczyński (Jamalex Polonia 1912 Leszno)         |
| 2016/2017                                  | Bartosz Sarzało (Decka Pelplin)                               | Paweł Hybiak (KK Warszawa)                              | Wojciech Leszczyński (Weegree AZS Politechnika Opolska) | Rafał Glapiński (Górnik Trans.eu Wałbrzych)             |
| 2016/2017                                  | Michał Samsonowicz (SMS PZKosz)                               | Bartłomiej Karolak (2 – AZS UMCS Lublin)                | Jakub Załucki (R8 Basket AZS Politechnika Kraków)       | Łukasz Niesobski (2 – KS Sudety Jelenia Góra)           |
| 2016/2017                                  | Radosław Plebanek (AZS Toruń)                                 | Michał Wojtyński (KK Warszawa)                          | Emil Podkowiński (2 – KK Polonia Bytom)                 | Rafał Niesobski (Górnik Trans.eu Wałbrzych)             |
| 2016/2017                                  | Daniel Gołębiowski (SMS PZKosz)                               | Łukasz Kuczyński (KKS Tur Basket Bielsk Podlaski)       | Wojciech Pisarczyk (R8 Basket AZS Politechnika Kraków)  | Aleksander Dziewa (WKS Śląsk Wrocław)                   |
| 2016/2017                                  | Karol Dębski (Pelplin)                                        | Bartłomiej Bartoszewicz (ŁKS AZS UŁ SG Łódź)            | Michał Hlebowicki (R8 Basket AZS Politechnika Kraków)   | Wojciech Żurawski (KS Stal Ostrów Wielkopolski)         |
| 2017/2018                                  | Bartosz Sarzało (Decka Pelplin)                               | Adam Myśliwiec (AZS UMCS Lublin)                        | Mariusz Piotrkowski (AZS AWF Mickiewicz Romus Katowice) | Rafał Glapiński (Górnik Trans.eu Wałbrzych)             |
| 2017/2018                                  | Michał Warchowski (Domino Inowrocław)                         | Dawid Zaguła (ZKS Stal Stalowa Wola)                    | Miguel Zamora (AZS AGH Kraków)                          | Sebastian Bożenko (Exact Systems Śląsk II Wrocław)      |
| 2017/2018                                  | Jakub Nowak (MKS Sokół Międzychód)                            | Roman Janik (MUKS Hutnik Warszawa)                      | Bartosz Czerwonka (AZS AGH Kraków)                      | Wojciech Leszczyński (Weegree AZS Politechnika Opolska) |
| 2017/2018                                  | Paweł Ciążkowski (BC Obra Kościan)                            | Bartłomiej Wróblewski (Żubry Białystok)                 | Robert Kozaczka (Daas Basket Hills Bielsko-Biała)       | Tomasz Krzywdziński (Górnik Trans.eu Wałbrzych)         |
| 2017/2018                                  | Waldemar Kabat (BC Obra Kościan)                              | Bartłomiej Bartoszewicz (ŁKS AZS UŁ SG Łódź)            | Paweł Jurczyński (Zagłębie Sosnowiec)                   | Wojciech Barycz (Weegree AZS Politechnika Opolska)      |
| 2018/2019                                  | Przemysław Szymański (Politechnika Gdańska)                   | Michał Wojtyński (KK Warszawa)                          | Mariusz Piotrkowski (AZS AWF Mickiewicz Romus Katowice) | Mariusz Matczak (BC Swiss Krono Żary)                   |
| 2018/2019                                  | Aleksander Filipiak (KSK Noteć Inowrocław)                    | Andrij Szapowałow (Sokół Ostrów Mazowiecka)             | Kamil Wójciak (Zagłębie Sosnowiec)                      | Wojciech Leszczyński (Weegree AZS Politechnika Opolska) |
| 2018/2019                                  | Bartosz Sarzało (Decka Pelplin)                               | Przemysław Kuźkow (GLKS Nadarzyn)                       | Łukasz Szczypka (AZS AWF Mickiewicz Romus Katowice)     | Paweł Ciążkowski (BC Obra Kościan)                      |
| 2018/2019                                  | Marcin Malczyk (Politechnika Gdańska)                         | Karol Dębski (Dziki Warszawa)                           | Emil Podkowiński (KK Polonia Bytom)                     | Mariusz Małachowski (BC Swiss Krono Żary)               |
| 2018/2019                                  | Wojciech Żurawski (KSK Noteć Inowrocław)                      | Andrzej Misiewicz (Żubry Leo-Sped Białystok)            | Jakub Czyż (Zagłębie Sosnowiec)                         | Krzysztof Krajniewski (Zetkama Doral Nysa Kłodzko)      |
| 2019/2020                                  |                                                               |                                                         |                                                         |                                                         |
| Grzegorz Kamiński (Arka AMW II Gdynia)     | Rafał Król (KKS Tur Basket Bielsk Podlaski)                   | Sebastian Bożenko (AZS AGH Oknoplast Kraków)            | Kacper Gordon (Exact Systems Śląsk II Wrocław)          |                                                         |
| Mateusz Kaszowski (Arka AMW II Gdynia)     | Karol Obarek (U!NB AZS UMCS Start II Lublin)                  | Artur Włodarczyk (TS Wisła Platinium Kraków)            | Łukasz Niesobski (KS Sudety Jelenia Góra)               |                                                         |
| Szymon Zapała (SMS PZKosz Władysławowo)    | Michał Wojtyński (Dziki Warszawa)                             | Konrad Mamcarczyk (AZS AGH Oknoplast Kraków)            | Szymon Ryżek (BM Slam Stal II Ostrów Wlkp.)             |                                                         |
| Karol Michałek (KSK Noteć Inowrocław)      | Patryk Gospodarek (Dziki Warszawa)                            | Rafał Zgłobicki (TS Wisła Platinium Kraków)             | Marcin Bluma (Dijo Polkąty Maximus Kąty Wrocławskie)    |                                                         |
| Jakub Nowak (MKS Sokół Międzychód)         | Krzysztof Wąsowicz (U!NB AZS UMCS Start II Lublin)            | Mariusz Piotrkowski (AZS AWF Mickiewicz Romus Katowice) | Karol Pytyś (Ogniwo Piratesports Szczecin)              |                                                         |
| 2020/2021                                  |                                                               |                                                         |                                                         |                                                         |
| Hubert Łałak (Trefl II Sopot)              | Krzysztof Wąsowicz (UNB AZS UMCS Start Lublin)                | Wojciech Zub (Daas BH Bielsko-Biała)                    | Dawid Bręk (Rycerze Rydzyna)                            |                                                         |
| Aleksander Filipiak (KSK Noteć Inowrocław) | Karol Obarek (UNB AZS UMCS Start Lublin)                      | Bartosz Wróbel (AZS AGH Kraków)                         | Damian Szymczak (MKS Sokół Międzychód)                  |                                                         |
| Michał Samsonowicz (AZS UMK Toruń)         | Benjamin Didier-Urbaniak (Akademia Koszykówki Legii Warszawa) | Wojciech Leszczyński (BS Polonia Bytom)                 | Grzegorz Małecki (KS Kosz Pleszew)                      |                                                         |
| Olaf Perzanowski (AMW Asseco Arka Gdynia)  | Łukasz Kuczyński (KKS Tur Basket Bielsk Podlaski)             | Paweł Zmarlak (AZS AGH Kraków)                          | Szymon Sobiech (Enea Basket Junior Poznań)              |                                                         |
| Darrell Harris (MKKS Żak Koszalin)         | Arkadiusz Zabielski (Żubry Chorten Białystok)                 | Marcin Salamonik (BS Polonia Bytom)                     | Jakub Simon (MKS Sokół Międzychód)                      |                                                         |
| 2021/2022                                  | Marcin Flieger (MKK Pyra Szkoła Gortata Poznań)               | Patryk Gospodarek (KKS Polonia Warszawa)                | Wojciech Zub (Basket Hills Bielsko-Biała)               | Maciej Leszczyński (BC Swiss Krono Żary)                |
| 2021/2022                                  | Damian Szymczak (MKS Sokół Międzychód)                        | Bartosz Wróbel (ŁKS Coolpack Łódź)                      | Artur Włodarczyk (KS Cracovia Yabimo MG13 Kraków)       | Stanferd Sanny (Rycerze Rydzyna)                        |
| 2021/2022                                  | Dariusz Dobrzycki (Sklep Polski MKK Gniezno)                  | Marcin Dutkiewicz (KKS Polonia Warszawa)                | Konrad Mamcarczyk (Basket Hills Bielsko-Biała)          | Grzegorz Kaczmarek (Dijo Polkąty Maximus Kąty Wr.)      |
| 2021/2022                                  | Mikołaj Grod (KSK Ciech Noteć Inowrocław)                     | Adam Linowski (KKS Polonia Warszawa)                    | Marek Piechowicz (BS Polonia Bytom)                     | Michał Ignerski (IgnerHome Basket Nysa)                 |
| 2021/2022                                  | Karol Pytyś (Ogniwo Szczecin)                                 | Arkadiusz Zabielski (Żubry Chorten Białystok)           | Piotr Karpacz (KKS Mickiewicz Romus Katowice)           | Tomasz Nowakowski (Pogoń Prudnik)                       |
| 2022/2023                                  | Norbert Kulon (ŁKS Coolpack Łódź)                             | Kamil Czosnowski (Znicz Basket Pruszków)                | Artur Włodarczyk (KK UR Bozza Kraków)                   | Tomasz Prostak (Pogoń Prudnik)                          |
| 2022/2023                                  | Bartosz Wróbel (ŁKS Coolpack Łódź)                            | Szymon Jaworski (Żubry Chortem Białystok)               | Łukasz Lewiński (AZS AWF Mickiewicz Romus Katowice)     | Maciej Leszczyński (BC Swiss Krono Żary)                |
| 2022/2023                                  | Maciej Rostalski (Tarnovia Tarnowo Podgórne)                  | Jakub Szumert (Energa Basket Warszawa)                  | Michał Szwedo (KK UR Bozza Kraków)                      | Mikołaj Smarzy (MKS Sokół Marbo Międzychód)             |
| 2022/2023                                  | Arkadiusz Kobus (AZS UMK Transbruk Toruń)                     | Mateusz Szwed (Znicz Basket Pruszków)                   | Maciej Puchalski (Niedźwiadki Chemart Przemyśl)         | Krzysztof Kempa (KS 27 Katowice)                        |
| 2022/2023                                  | Mateusz Fatz (KS Księżak Łowicz)                              | Krystian Koźluk (UKS Trójka Żyrardów)                   | Piotr Karpacz (AZS AWF Mickiewicz Romus Katowice)       | Szymon Milczyński (Basket Club Obra Kościan)            |